# Big Fish (roman)
Pour les articles homonymes, voir Big Fish.
Big Fish (Big Fish: A Novel of Mythic Proportions) est un roman de l'écrivain américain Daniel Wallace paru en 1998.
Le livre emprunte quelques éléments à l'Odyssée[réf. nécessaire].

## L’histoire
Will Bloom a toujours été bercé par les récits de son père, Edward Bloom, talentueux conteur d'histoire à l'imagination débordante... au point que son fils finisse par lui reprocher de trop enchevêtrer réalité et fantaisie, à propos de quoi éclate une dispute. Désormais adulte et marié, Will Bloom revient pourtant voir son père lorsqu'il apprend sa mort imminente. C'est l'occasion pour lui de partir en quête de vérité, de lever le voile sur la vie de son père ; c'est l'occasion pour lui d'enfin comprendre l'incompréhensible, non sans un brin de poésie, de sa relation filiale.

## Adaptation cinématographique
Après la publication du livre, Daniel Wallace a été contacté par Steven Spielberg au sujet d'une possible adaptation cinématographique mais c'est finalement Tim Burton qui porta le film à l'écran en 2003.